# Cooking? Cooking!
Cooking? Cooking! (en hangul, 요리왕), es el primer EP de la sub unidad Super Junior-Happy del grupo surcoreano Super Junior. Fue lanzado el 5 de junio de 2008, bajo SM Entertainment. El mini álbum logró vender 2 000 copias en el primer día de lanzamiento. Fue lanzado en Taiwán el 11 de julio de 2008, bajo AVEX Taiwan.

## Antecedentes
Super Junior-Happy es la cuarta sub unidad oficial de Super Junior. Debutaron el 7 de junio de 2008, con la presentación de su primer sencillo promocional «Cooking? Cooking!» en el Dream Concert del año 2008. 
El EP consta de un total de 5 pistas, las cuales contienen una melodía estimulante con bailes alegres, llevando felicidad a los oyentes, además de letras lúdicas. La canción promocional «Cooking? Cooking!» fue conocida como "La Mejor Canción del Verano" proveniente de SM Entertainment. Las letras narra un episodio divertido que se llevó a cabo mientras se come el alimento cocinado una novia. Las otras pistas, como «Pajama Party», «You&I», y «Sunny» son otros ejemplos del mismo estilo utilizad, donde cada canción muestra un sonido único que fue incorporado exclusivamente para cada una. «You&I» está influenciada por un moderno jazz/swing. «Sunny» contiene un estilo más retro y disco. La última pista, «Good Luck!!», es una balada a medio tiempo con una armonización vocal que incluye una parte a capella.
Un álbum de fotos también fue incluido en el EP, y comprende de 28 páginas a todo color. El tema del álbum fotográfico contiene una variedad de sub conceptos, como el de una divertida fiesta de pijamas, con almohadas; además muestra un divertida fiesta de cocina.

## Lista de canciones
| Pista | Título                       | Letrista                            | Compositor            | Arreglista  | Tiempo |
| ----- | ---------------------------- | ----------------------------------- | --------------------- | ----------- | ------ |
| 1.    | «Cooking? Cooking!» (요리왕) | ROZ                                 | ROZ                   | Yongmin Lee | 3:43   |
| 2.    | «Pajama Party» (파자마 파티) | Seungho Lee                         | Haewon Park           | Haewon Park | 3:32   |
| 3.    | «You&I» (둘이)               | Jin Sung, Eunjin Ahn, Hyuksung Kwon | Heesung Lee, Jin Sung | Jin Sung    | 4:45   |
| 4.    | «Sunny» (꿀단지)             | Kim Jungbae                         | Kenzie                | Kenzie      | 3:24   |
| 5.    | «Good Luck!!» (잘해봐)       | ROZ                                 | ROZ                   | ROZ         | 3:33   |

## Listas
Ventas mensuales (Corea del Sur)
| Mes      | junio  |
| Posición | 4      |
| Ventas   | 20 978 |
| Total    | 20 978 |

### Posiciones alcanzadas
| Lista                | País          | Posición |
| -------------------- | ------------- | -------- |
| Hanteo Charts        | Corea del Sur | 1        |
| MIAK K-pop Charts    | Corea del Sur | 4        |
| G-Music Combo Charts | Taiwán        | 4        |
| G-Music J-Pop Charts | Taiwán        | 1        |